# Inverno nel Sognefjord
Inverno nel Sognefjord (in norvegese Vinter ved Sognefjorden) è un dipinto a olio su tela (61,9cm x 75,8cm) realizzato nel 1827 dal pittore norvegese Johan Christian Dahl e conservato alla Galleria nazionale di Oslo, sebbene ora non sia in esposizione.